# 20,3 cm SK C/34
Il 20,3 cm SK C/34 fu un cannone navale tedesco impiegato durante la seconda guerra mondiale.

## Storia
Il SK C/34, potente arma dalla lunga gittata, è stato l'unico cannone sviluppato dalla Germania nel calibro 203 mm. Costituiva l'armamento principale degli incrociatori pesanti Classe Admiral Hipper. Ogni incrociatore era armato con 8 pezzi in quattro torrette binate modello LC/34, chiamate su ogni nave con lettere da "A" a "D" da prua a poppa. Due torrette del Seydlitz, rimasto incompleto, furono usate come artiglieria costiera a difesa dell'isola di Groix; le altre due torrette, destinate all'isola di Ré, non vennero mai installate. 

Otto cannoni di riserva, in eccedenza dopo la perdita di alcuni degli incrociatori, furono trasferiti all'Heer tra il 1941 ed il 1942 per impiego terrestre. Queste bocche da fuoco andarono ad equipaggiare i cannoni ferroviari 20,3 cm K (E).
Dopo la fine della guerra, il Prinz Eugen fu ceduto agli Stati Uniti. Prima che la nave venisse spedita nel Pacifico come nave bersaglio per test nucleari, i cannoni della torre "A" furono rimossi al Philadelphia Navy Yard, in Pennsylvania, ed inviati alla base della US Navy di Dahlgren, in Virginia, per essere sottoposti a test, dove sono tuttora in esposizione permanente.

## Tecnica
La canna era costituita da un'anima, a rigatura destrorsa progressiva a 64 rilievi, e da due camiciature; la culatta era avvitata a caldo alla camicia esterna, con il supporto dell'otturatore inserito nella culatta e trattenuta da un anello filettato. L'otturatore era del tipo a cuneo orizzontale, ad azionamento idraulico. L'anima aveva una durata di 300 colpi. Ogni nave aveva da progetto una riserva di 140 colpi per arma. La dotazione totale per nave, nel 1940, era composta da 320 granate perforanti, 640 ad alt esplosivo e 80 illuminanti; nel 1940 il totale fu portato a 1.470 colpi più 40 illuminanti.
Le torri LC/34 erano servite da 72 marinai ognuna. Le torri "A" e "D" pesavano 249 tonnellate, mentre la "B" e al "C" ne pesavano 262 a causa della corazzatura posteriore e della presenza dei telemetri. Per il caricamento le bocche da fuoco dovevano essere portate ad un alzo di 3°; i proietti e le cariche principali venivano calcate da un calcatoio idraulico, mentre le cariche aggiuntive in sacchetto venivano caricate manualmente.

## Munizionamento
Il cannone utilizzava il sistema standard sui grossi calibri navali tedeschi, basato su una carica di lancio principale in bossolo di ottone, che garantiva la tenuta dei gas di sparo, e su una carica aggiuntiva in sacco di seta. La carica principale era costituita da 29,7 kg di propellente RPC/38, mentre la carica aggiuntiva da 21,1 kg dello stesso propellente; il bossolo d'ottone della carica principale pesava 18,2 kg. La granata perforante con cappuccio balistico Pz.Spr.gr. L/4,7 Bdz (mhb) aveva una capacità di penetrazione di 240 mm di acciaio indurito a 9.500 metri; la granata HE Spr. gr. L/4,7 alla stessa distanza penetrava 50 mm di acciaio omogeneo.
| Nome granata            | Tipo                            | Peso   | Carica esplosiva | Velocità alla volata | Gittata massima |
| ----------------------- | ------------------------------- | ------ | ---------------- | -------------------- | --------------- |
| Pz.Spr.Gr. L/4,4 (mhb)  | Granata perforante              | 122 kg | 2,3 kg           | 925 m/s              | 33.500 m        |
| Spr.Gr. L/4,7 Bdz (mhb) | Granata HE, spoletta posteriore | 122 kg | 6,54 kg          | 925 m/s              | ?               |
| Spr.Gr. L/4,7 Kz        | Granata HE, spoletta anteriore  | 122 kg | 8,93 kg          | 925 m/s              | ?               |
| Lg. L/4,5               | Granata illuminante             | 103 kg | ?                | 700 m/s              | ?               |